# Slovenská Ľupča
Slovenská Ľupča és un poble i municipi d'Eslovàquia que es troba a la regió de Banská Bystrica.

## Història
La primera menció escrita de la vila es remunta al 1250.

## Demografia
| Godina             | 1994 | 2004   | 2014   | 2024   |
| ------------------ | ---- | ------ | ------ | ------ |
| Nombre de persones | 2895 | 3130   | 3235   | 3261   |
| Diferència         |      | +8,11% | +3,35% | +0,80% |

| Godina             | 2023 | 2024 |
| ------------------ | ---- | ---- |
| Nombre de persones | 3261 | 3261 |
| Diferència         |      | +0%  |

## Viles agermanades
- Partizánska Ľupča, Eslovàquia
- Široké, Eslovàquia
- Vlčany, Eslovàquia
- Neuhofen an der Ybbs, Alemanya